# Alumínio (São Paulo)
Alumínio é um município brasileiro do estado de São Paulo, situado na Região Metropolitana de Sorocaba, nas regiões intermediária e imediata de Sorocaba. Sua população estimada em 2024 pelo IBGE era de 17.591 habitantes.

## História

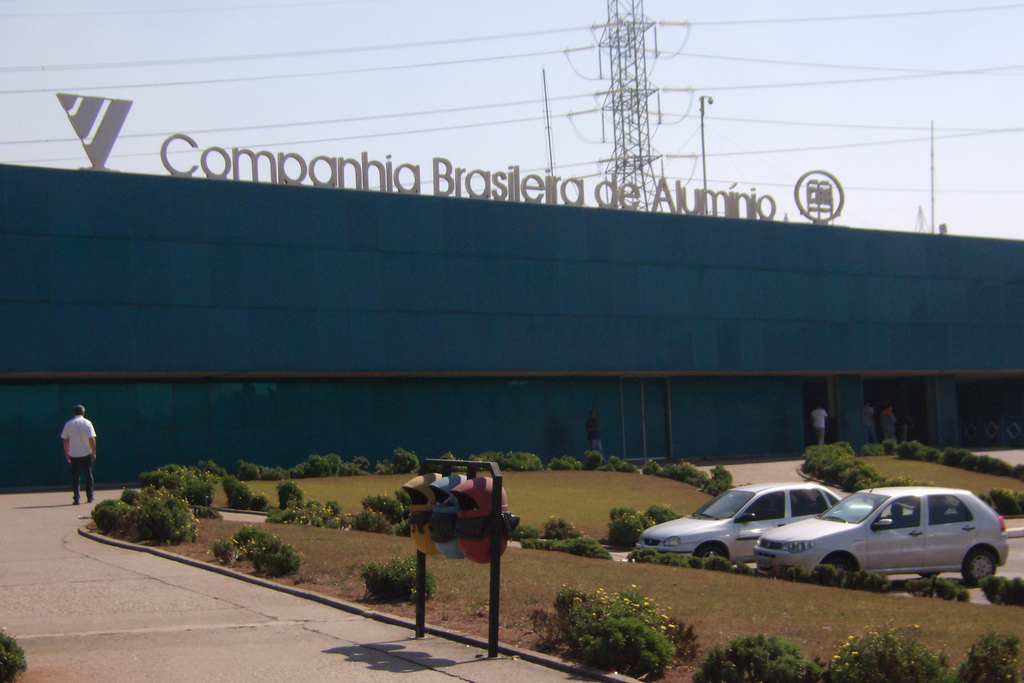
Cia Brasileira de Alumínio.

As origens do município de Alumínio remontam ao ano de 1899, quando foi inaugurada a estação ferroviária de Rodovalho, em homenagem a Cel. Antônio Proost Rodovalho, dono de uma fábrica de cimento que estava sendo construída na região na época. A fábrica funcionou até a década de 1920, quando a mesma foi fechada.
Anos mais tarde, Antônio Pereira Ignácio adquiriu o antigo prédio da fábrica de Rodovalho e nela começou a fabricar vidros, passando a fabricar mais tarde outros produtos, em escala reduzida de produção.
Em 1941, era fundada a Companhia Brasileira de Alumínio, que iria se instalar ao lado da estação Rodovalho, mas a guerra impediu a sua imediata implantação. Somente em 1946, a Estrada de Ferro Sorocabana mudou o nome da estação de Rodovalho para Pereira Ignácio e, logo depois, para Alumínio, originando o nome do pequeno núcleo urbano que ali estava se formando.
A Cia. Brasileira de Alumínio iniciou as suas operações somente 14 anos depois da sua fundação, em 1955. Alumínio pertenceu ao município de São Roque até 1957, quando o município de Mairinque foi emancipado; mesmo assim, Alumínio continuou sendo um bairro, desta vez de Mairinque. Em 1991, Alumínio finalmente se tornou município.

## Geografia

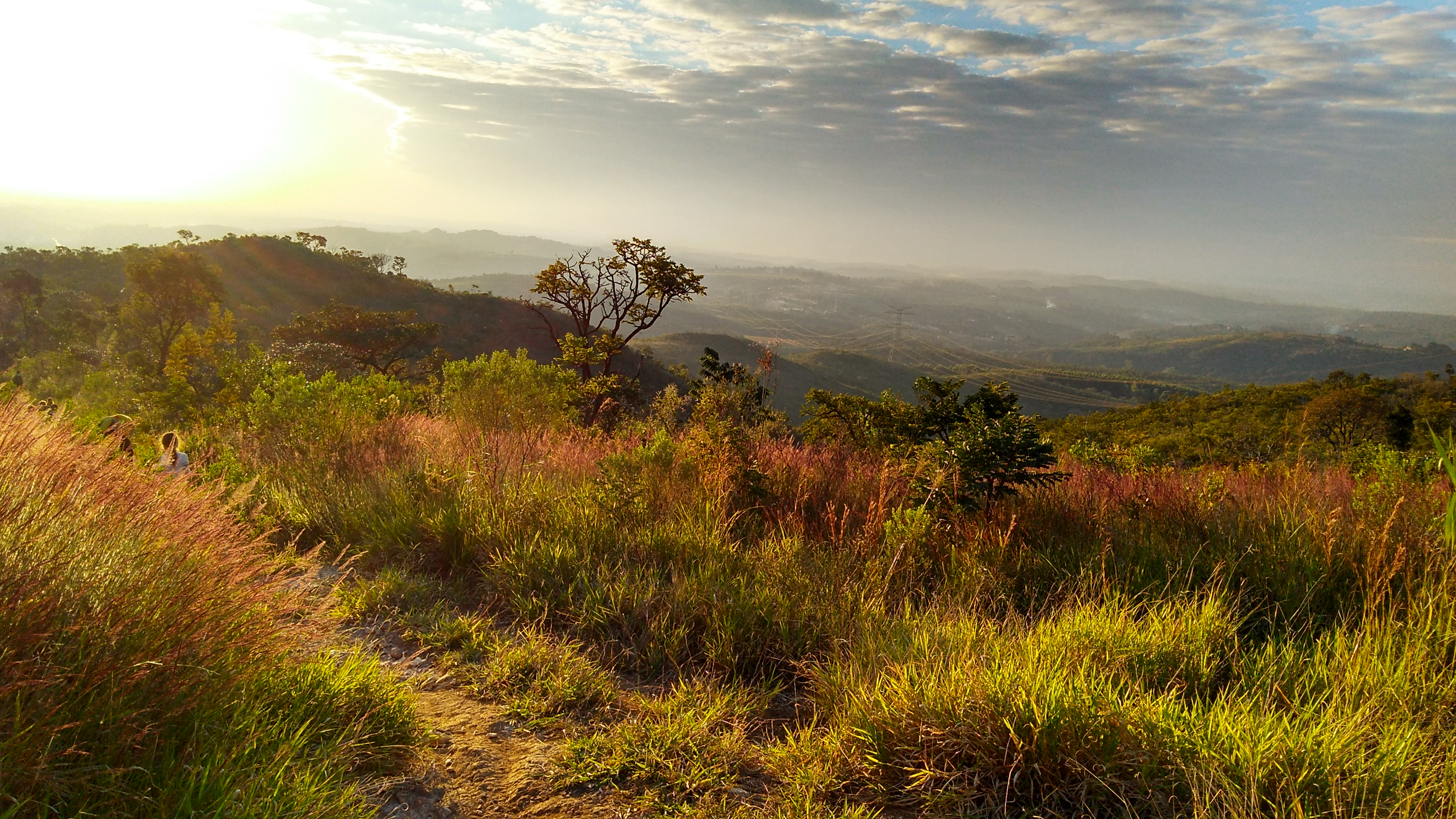
Área rural.

Localiza-se a uma latitude 23º32'06" sul e a uma longitude 47º15'43" oeste, estando a uma altitude de 790 metros. Possui uma área de 83,660 km².

### Clima
O clima de alumínio é considerado subtropical Cfb, com média em torno de 18 °C, sendo o mês mais quente fevereiro, média  de 22 °C e o mais frio julho, média de 14 °C, o índice pluviométrico anual gira em torno de 1400mm.
| Gráfico climático para Aluminio                            | Gráfico climático para Aluminio | Gráfico climático para Aluminio | Gráfico climático para Aluminio | Gráfico climático para Aluminio | Gráfico climático para Aluminio | Gráfico climático para Aluminio | Gráfico climático para Aluminio | Gráfico climático para Aluminio | Gráfico climático para Aluminio | Gráfico climático para Aluminio | Gráfico climático para Aluminio |
| ---------------------------------------------------------- | ------------------------------- | ------------------------------- | ------------------------------- | ------------------------------- | ------------------------------- | ------------------------------- | ------------------------------- | ------------------------------- | ------------------------------- | ------------------------------- | ------------------------------- |
| J                                                          | F                               | M                               | A                               | M                               | J                               | J                               | A                               | S                               | O                               | N                               | D                               |
| 234 27 18                                                  | 213 27 18                       | 153 27 17                       | 79 25 15                        | 64 23 13                        | 61 21 11                        | 61 21 10                        | 43 21 11                        | 77 23 13                        | 124 24 14                       | 128 25 16                       | 153 25 16                       |
| Temperaturas em °C • Precipitações em mmFonte: Tempo Agora |                                 |                                 |                                 |                                 |                                 |                                 |                                 |                                 |                                 |                                 |                                 |

### Rodovias
- Rodovia Raposo Tavares (SP-270)

## Demografia

### População
| Crescimento populacional                             | Crescimento populacional | Crescimento populacional | Crescimento populacional |
| Ano                                                  | População Total          |                          | %±                       |
| ---------------------------------------------------- | ------------------------ | ------------------------ | ------------------------ |
| 2000                                                 | 15 252                   |                          | —                        |
| 2010                                                 | 16 839                   |                          | 10,4%                    |
| 2022                                                 | 17 301                   |                          | 2,7%                     |
| Est. 2024                                            | 17 591                   | [ 7 ]                    | 1,7%                     |
| Fontes: Censos Demográficos IBGE e Estimativas SEADE |                          |                          |                          |

### Dados demográficos
Dados do Censo - 2010
População total: 16.839
- Urbana: 13.727
- Rural: 1.525
- Homens: 7.699
- Mulheres: 7.553

Densidade demográfica (hab./km²): 182,22
Mortalidade infantil até 1 ano (por mil): 20,26
Expectativa de vida (anos): 69,03
Taxa de fecundidade (filhos por mulher): 2,17
Taxa de alfabetização: 92,89%
Índice de Desenvolvimento Humano (IDH-M): 0,787
- IDH-M Renda: 0,724
- IDH-M Longevidade: 0,734
- IDH-M Educação: 0,903

(Fonte: IPEADATA)

## Infraestrutura

### Transportes
Atualmente a Bamonte Transportes é a responsável pelo transporte urbano de Alumínio. A maioria das linhas tem como terminal a portaria da CBA. Já a linha Carafá tem como ponto final o Bairro Pedágio, às margens da Rodovia Raposo Tavares, permitindo integração com outras linhas do sistema, além de fácil acesso às linhas intermunicipais de duas empresas:
- Rápido Luxo Campinas Ltda. (transporte Metropolitano, pela EMTU): para Sorocaba, Mairinque, São Roque e Araçariguama;
- Viação Cometa (Transporte Rodoviário, pela ARTESP): Para Sorocaba, Itapetininga, São Roque, São Paulo, Santos, São Vicente, Praia Grande e Mongaguá.

### Comunicações
O sistema de telefones automáticos, assim como o sistema de discagem direta à distância (DDD) com o código de área (011), foram implantados em 1986 pela Telecomunicações de São Paulo (TELESP).

## Religião
O Cristianismo se faz presente na cidade da seguinte forma:

### Igreja Católica
- A igreja faz parte da Diocese de Osasco.[15]

### Igrejas Evangélicas
Entre as igrejas protestantes históricas, pentecostais e neopentecostais, encontram-se na cidade:
- Assembleia de Deus Ministério do Belém.[18][19]
- Congregação Cristã no Brasil.[20]